# Étrembières
Étrembières ist eine französische Gemeinde im Département Haute-Savoie in der Region Auvergne-Rhône-Alpes.

## Geographie
Étrembières liegt auf 404 m, etwa anderthalb Kilometer südlich von Annemasse und sieben Kilometer ostsüdöstlich der Stadt Genf (Luftlinie). Das Dorf erstreckt sich in der Talniederung der Arve am Nordfuß des Petit Salève, am Stadtrand von Annemasse, in der Nähe der Grenze zur Schweiz.
Die Fläche des 5,43 km² großen Gemeindegebiets umfasst einen Abschnitt im unteren Arvetal. Die nördliche Grenze verläuft entlang der Arve, die hier in einer rund 1 km breiten Talniederung am Nordfuß des Salève fließt. Vom Flusslauf erstreckt sich das Gemeindeareal südwärts über den Talboden mit den Weihern von Les Îles. Daran schließt im Süden der Steilhang des Salève und des Petit Salève an. Die südliche Grenze verläuft etwa in der Mitte dieses von zahlreichen Felsbändern durchzogenen Hanges. Hier wird mit 860 m die höchste Erhebung von Étrembières erreicht.
Zu Étrembières gehört neben dem ursprünglichen Dorf auch die Siedlung Le Pas de l’Échelle (430 m) am Nordfuß des Salève. Nachbargemeinden von Étrembières sind Gaillard und Annemasse im Norden, Vétraz-Monthoux und Arthaz-Pont-Notre-Dame im Osten, Monnetier-Mornex und Bossey im Süden sowie die schweizerische Gemeinde Veyrier im Nordwesten.

## Geschichte
Das Gemeindegebiet von Étrembières war bereits im Neolithikum (aus dieser Zeit stammte ein Dolmen, der 1836 zerstört wurde) und während der Burgundenzeit besiedelt. Im 13. Jahrhundert ist ein Adelsgeschlecht von Étrembières erwähnt, das als Vasallen der Grafen von Genf diente. Schon im Mittelalter hatte der Ort die Funktion eines Übergangs über die Arve. Im Jahre 1536 gelangte Étrembières an die Berner Vogtei Gaillard, 1567 an die Herzöge von Savoyen.
Im französischen Département Léman wurde Étrembières 1813 mit Veyrier zu einer einzigen Gemeinde vereinigt. Mit dem Vertrag von Turin wurde Étrembières 1816 dem Königreich Sardinien zugeschlagen, während Veyrier an den schweizerischen Kanton Genf kam.
Der Jüdische Friedhof von Veyrier wurde 1920 größtenteils auf dem Boden von Étrembières angelegt.

## Sehenswürdigkeiten
Die gotische Kapelle stammt aus dem 15. Jahrhundert. Von den profanen Bauwerken sind das mittelalterliche Schloss zu nennen, während von der Burg Le Châtillon nur noch wenige Reste erhalten sind. Von Pas de l’Échelle führt eine Luftseilbahn zu einem Aussichtspunkt auf dem Salève.

## Bevölkerung
| Jahr                       | 1962 | 1968 | 1975 | 1982 | 1990 | 1999 | 2005 |
| Einwohner                  | 1021 | 1187 | 1314 | 1200 | 1374 | 1430 | 1609 |
| Quellen: Cassini und INSEE |      |      |      |      |      |      |      |

Mit 2624 Einwohnern (Stand 1. Januar 2022) gehört Étrembières zu den kleineren Gemeinden des Département Haute-Savoie. Während der frühen 1970er-Jahre sowie seit etwa 2000 wurde eine deutliche Bevölkerungszunahme verzeichnet.

## Wirtschaft und Infrastruktur
Étrembières war bis weit ins 20. Jahrhundert hinein ein vorwiegend durch die Landwirtschaft geprägtes Dorf. Heute gibt es zahlreiche Betriebe des Klein- und Mittelgewerbes sowie Bau- und Handelsfirmen und Unternehmen des Dienstleistungssektors. Seit 1994 ist Étrembières Standort eines Einkaufszentrums der Migros-Genossenschaft Genf. Am Nordfuß des Salève werden große Steinbrüche ausgebeutet (Kalk und Mergel).
Die Ortschaft ist verkehrsmäßig sehr gut erschlossen. Sie liegt an der Hauptstraße N206, die von Saint-Julien-en-Genevois via Annemasse nach Thonon-les-Bains führt. Der nächste Anschluss an die Autobahn A40, welche das Gemeindegebiet durchquert, befindet sich in einer Entfernung von rund einem Kilometer.
In der Gemeinde befand sich ein Keilbahnhof an den Eisenbahnstrecken Léaz–Saint-Gingolph und Aix-les-Bains–Annemasse.